# Мойсиу, Альфред
Альфре́д Спи́ро Мойси́у (встречается также написание фамилии Моисиу или Мойсю; алб. Alfred Spiro Moisiu албанский: [alˈfɾɛd spi'ɾɔ ˈmɔisiu] (слушать)о файле; род. 1 декабря 1929, Шкодер) — албанский государственный, политический и военный деятель, дипломат. Президент Албании с 24 июля 2002 по 24 июля 2007.

## Биография

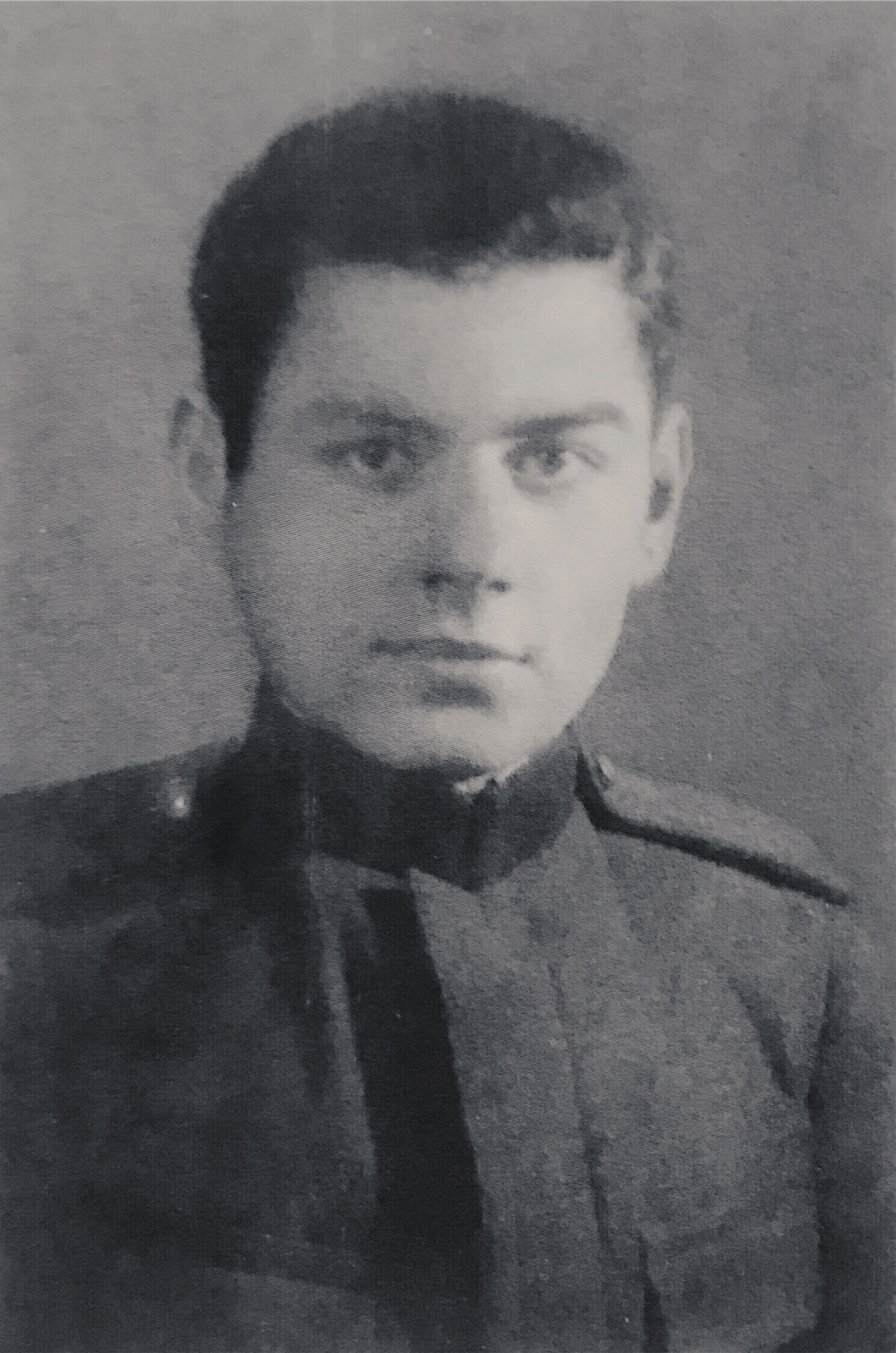
Альфред Мойсиу в 1947 году

Сын Спиро Теодори Мойсиу, офицера королевской армии и будущего генерала прокоммунистической антифашистской Национально-освободительной армии. В 1943—1945 гг. принимал участие в партизанской войне против немецких и итальянских оккупантов. В 1946 был отправлен на учёбу в СССР. В 1948 году окончил Ленинградское военно-инженерное училище. Служил в Тиране командиром взвода в Объединённой офицерской школе (1948—1949), затем преподавателем Военной академии (1949—1951). С 1952 по 1958 учился в Московской военно-инженерной академии, которую окончил с золотой медалью.
В Албании продолжил карьеру в инженерном управлении министерства обороны. С 1967 по 1968 посещал высшие курсы для командного состава при Тиранской академии обороны, и в то же время руководил понтонной бригадой в Кавайё (Kavajë) (1966—1971). В 1971 он возглавил Инженерно-фортификационное бюро: это была очень влиятельная должность, так как именно в этот период диктатор Энвер Ходжа поставил цель покрыть всю Албанию бункерами и другими оборонительными сооружениями.
В 1979 получил степень доктора военных наук. С 1981 занимал должность заместителя министра обороны вплоть до октября 1982 г. Подозреваемый в близости к репрессированному министру обороны Мехмету Шеху, он был направлен в город Буррел, где возглавлял инженерное предприятие с 1982 по 1984. Был уволен с военной службы.
Вернулся в политику в декабре 1991, когда стал министром обороны в «техническом» правительстве Вильсона Ахмети — последнем перед первыми свободными выборами парламента. Занимал эту должность до апреля 1992 г. — до того, как новое правительство сформировал Александер Мекси (Демократическая партия Албании). Последний пригласил Мойсиу на должность советника министра обороны. С 1994 — заместитель министра, ответственный за выработку оборонной политики Албании. Стратегия Мойсиу заключалась в реформе вооружённых сил, который в тот момент находились в не лучшем состоянии, для подготовки к вступлению страны в НАТО. В 1994 г. основал Албанско-североатлантическую ассоциацию (сторонников вступления в НАТО) и был избран её президентом. 24 января 1995 подписал протокол об ассоциированном членстве Албании в проекте НАТО «Партнёрство во имя мира». С 1995 посещал курсы для генералов при колледже НАТО в Риме.
После возвращения к власти Албанской социалистической партии в 1997 Мойсиу потерял должность в министерстве. В последующие годы принимал активное участие в политической деятельности, организовывал конференции (в том числе международные) по вопросам безопасности и обороны в Юго-Восточной Европе, контролю над вооружением и изъятием оружия у гражданских лиц.
В 2002, по окончании президентского срока Реджепа Мейдани целый ряд политических сил выдвинул Альфреда Мойсиу на должность президента. Обладая репутацией интеллектуала и технократа, он рассматривался как политически нейтральная фигура, способная обеспечить согласие в стране, ещё недавно стоявшей на пороге гражданской войны. Интересно, что в качестве президента он устроил лидеров обоих противоборствующих партий, Сали Беришу и Фатоса Нано. По албанской конституции полномочия президента сильно ограничены, он играет роль скорее политического арбитра, а власть в основном принадлежит правительству.
Мойсу был избран 24 июля 2002 Национальной ассамблеей на должность президента: 97 голосовали за, 19 против, 14 воздержались. Президентские полномочия Мойсиу истекли в 2007 году.
Сейчас продолжает активно заниматься общественной деятельности, в частности входит в состав Европейского совета по толерантности и взаимоуважению, занимающегося проблемами межэтнических и межрелигиозных отношений на европейском континенте.
Владеет русским, итальянским и английским языками. Написал немало статей и исследований по военным вопросам.
Мойсиу — первый президент Албании, не принадлежащий к мусульманскому большинству: он православный христианин (см. Албанская православная церковь).